# Encyklopedia techniczna (1898)
Encyklopedia techniczna – jednotomowa, polska encyklopedia techniczna wydana w 1898 w Warszawie przez Wydawnictwo "Przeglądu Tygodniowego" .

## Opis
Encyklopedia ma charakter pracy zbiorowej. Zredagował ją komitet redakcyjny w składzie A. Weinberg, J. Wiernik, Stanisław Prauss, Maksymilian Flaum oraz E. Małyszczycki. Pełny tytuł brzmiał: Encyklopedya techniczna: podręcznik praktyczny technologii chemicznej w zastosowaniu do przemysłu, rękodzieł, rzemiosł, sztuk, rolnictwa i gospodarstwa domowego opracowana podług najnowszych źródeł. Dzieło zostało wydrukowane w 1898 przez Wydawnictwo "Przeglądu Tygodniowego" w drukarni tej gazety na ulicy Czystej nr 4 .
Encyklopedia została ocenzurowana przez carską cenzurę. Opublikowano ją w jednym tomie liczącym 801 stron. Treść ma układ alfabetyczny. Zawiera 187 drzeworytowych, czarno-białych ilustracji .